# Копальня Поланко
Копальня Поланко – потужний гірничодобувний майданчик на півночі Іспанії, що здійснює видобуток хлориду натрію. 
В 1904 році бельгійська компанія Solvay запустила будівництво в Торрелавезі свого виробничого майданчика, який почав роботу в 1908-му. Він мав два головні напрямки – продукування кальцинованої соди та електролізне виробництво, при цьому головною сировиною обох був хлорид натрію (на початковому етапі комплекс потребував 127 тисяч тонн цієї солі на рік). Вибір майданчику в Торрелавезі був, зокрема, обумовлений наявністю поблизу покладів солі в місцевості Поланко, де діапір підходив близько до поверхні. Розробку таких покладів було можливим організувати за допомогою розмивання підземних соляних пластів з наступним відкачуванням ропи (можливо відзначити, що щонайменше з 1915-го Solvay також почала використовувати додаткові копальні в розташованому за півтора десятки кілометрів на захід від Торрелавезі районі Кабесон-де-ла-Саль, проте вони не могли забезпечити таких умов як Поланко). 
З плином часу вибірка покладів солі призвела до просідання грунту та утворення щонайменше п’яти великих провалів, які заповнила вода. Це було однією з причин пошук нового методу добування солі, до чого узялись в 1964 році. На цей раз використовували виявлені на великій глибині поклади, що залягають на 1500 – 1700 метрів нижче від рівня землі. Вода подається до покладу під тиском і розчиняє сіль, а отриманий розсол після виходу на поверхню по іншій трубі далі транспортується на завод самопливом по трубопроводу завдовжки 2,5 км. 
Станом на середину 1990-х потужність копальні Поланко становила 1,4 млн тонн на рік, а на початку 2010-х цей показник був 1,7 млн тонн на рік.
Також можливо відзначити, що в 2010-х Solvay узялась за засипку згаданих вище провалів, для чого, наприклад, використовують будівельне сміття та грунт, вийнятий під час будівництва з підземної частини споруд.